# 國機財務
國機財務有限責任公司（简称國機財務），國機集團旗下公司，总部位于中国北京市，是在2003年由中国银行业监督管理委员会批准成立，提供资金管理和金融服务的非银行金融机构。
其主要業務包括存款、贷款、投资等资产负债业务，以及支付结算、担保、票据、咨询服务等中间业务。現任董事长李家俊，總經理李宏义。